# Національна бізнес-коаліція
Національна бізнес-коаліція (НБК) — об'єднання чотирьох регіональних коаліцій бізнес-асоціацій (Східна, Західна, Південна, Північна), до складу яких входять десятки бізнес-асоціацій малого та середнього бізнесу з усіх регіонів України, та національного об'єднання всеукраїнських бізнес-асоціацій Українська рада бізнесу.
Ініціаторами створення НБК є Українська рада бізнесу, Спілка українських підприємців і Національна платформа МСБ[джерело?].
Цей альянс коаліцій бізнесу створений з метою якнайширшого охоплення різних секторів бізнесу, як платформа для створення рівних можливостей їхньої участі для забезпечення сталого економічного розвитку країни, сприяння прозорості діяльності органів державної влади, впливу на процеси законотворення в Україні, реалізації державної політики у податковій, бюджетній та фінансовій сферах, роботи над завданнями, які призведуть до створення міцних інклюзивних економічних та політичних інститутів в Україні[джерело?].
Незалежним фасилітатором Національної бізнес-коаліції є Центр міжнародного приватного підприємництва (СІРЕ)[джерело?].

## Українська рада бізнесу
Українська рада бізнесу (УРБ) — горизонтальна коаліція бізнес-асоціацій в Україні, що працює для прискорення в країні інституційних реформ, які мають призвести до економічної свободи громадян та бізнесу, детінізації економіки України, покращення інвестиційного клімату, зростання ВВП та підвищення якості життя українців держвидатків, рівня корупції тощо Утворена в 2017 році, до складу входить 103 бізнес-асоціацій різних секторів економіки (станом на листопад 2022).
Заснована 13 листопада 2017 шляхом укладання «Меморандуму УРБ», який є головним документом, що регламентує відносини між учасниками УРБ. Попередниками УРБ були коаліції «За детінізацію економіки», «За ліберальну податкову реформу», платформа «Податки для економічної свободи».
УРБ сформований «білий» список реформаторських ініціатив і «чорний» список шкідливих для бізнесу законопроєктів. В 2018 Українська рада бізнесу спільно зі Спілкою українських підприємців ініціювали «Національну адвокасі-кампанію бізнесу: голос українських підприємців». Протягом 2019—2021 років коаліція УРБ взяла участь у напрацювання та адвокації десятків проєктів законів, 18 з яких стали Законами України.
В жовтні 2021 УРБ спільно з Національною бізнес-коаліцією та за підтримки Центру міжнародного приватного підприємництва (СІРЕ) організувала в Києві черговий щорічний Форум «Діалог громадянського суспільства, бізнесу та влади».
У січні 2019 сформована наглядова рада УРБ, до якої були обрані Софія Арасланова — генеральний директор Асоціації «Українські імпортери побутової електроніки», Надія Бедричук — виконавчий директор Української асоціації прямого продажу, Олег Гетман — координатор Економічної експертної платформи, Олександр Громико — президент Української асоціації виробників, Анатолій Долинний — президент Української федерації індустрії безпеки, Грігол Катамадзе — президент Асоціації платників податків України, Юрій Пероганич — генеральний директор Асоціації «Підприємств інформаційних технологій України», Михайло Соколов — заступник голови Всеукраїнської аграрної ради.
2020 року для сприяння розвитку УРБ створено Фонд УРБ, до якого увійшли окремі члени наглядової ради, а також Василь Даниляк — співзасновник Бізнес100, віце-президент Концерну «Галнафтогаз», Олександр Кардаков — співзасновник Бізнес100, голова наглядової ради «Октава Капітал»,
Вячеслав Лисенко — співзасновник Бізнес100, власник Укр-Китай Комунікейшн, Денис Парамонов — співзасновник Бізнес100, власник SMK Group, Юрій Сивицький — голова правління Асоціації Software Ukraine, засновник Intecracy group, Станіслав Таршин — член асоціації Укроліяпром, засновник групи «ГрадОлія».

## Спілка українських підприємців
Спілка українських підприємців (СУП) — громадська спілка, створена у Києві в квітні 2016 року. Входить до трійки найбільших бізнес-асоціацій України. Станом на січень 2020 членами СУП є понад 800 компаній від мікро- до великого бізнесу з усіх регіонів країни.

## Національна платформа МСБ
Національна платформа малого та середнього бізнесу є мережею об'єднань бізнесу з різних галузей економіки та регіонів України[джерело?].

## Бізнес-асоціації
Крім УРБ, СУП і Національної платформи МСБ учасниками НБК, станом на 15 січня 2019 є такі бізнес-асоціації[джерело?]:
1. Асоціація приватних роботодавців
2. Національна організація роздрібної торгівлі
3. Всеукраїнська аграрна рада
4. Українська асоціація виробників електротехніки
5. Асоціація власників МСБ
6. Українське об'єднання ринків капіталу
7. Чернігівська профспілка «Єдність»
8. Фундація інноваційного лідерства
9. Всеукраїнська асоціація арбітражних керуючих
10. Українська федерація індустрії безпеки
11. Асоціація експертів України
12. Громадська організація «Молодь та підприємництво»
13. Маріупольська Асоціація Підприємців
14. Об'єднання підприємців «Торгова єдність»
15. Асоціація імпортерів та дистриб'юторів автокомпонентів «АІДА»
16. Федерація професійних бухгалтерів і аудиторів
17. Охтирська Міська організація роботодавців «Діалог»
18. Спілка підприємців, орендарів та власників Сумської області
19. Прилуцька міська спілка підприємців та промисловців «Співпраця»
20. Асоціація рекламістів Сумщини
21. Кремінська бізнес-асоціація
22. Асоціація підприємств інформаційних технологій України
23. Громадський центр «Еталон»
24. Всеукраїнська асоціація керівників бізнесу
25. Громадська організація «Вівчарство та козівництво України»
26. Громадська організація «Ліга Укршкірвзуттяпром»
27. Союз працівників сфери безпеки
28. Бізнес клуб «Інлідер»
29. Громадська спілка «ХАМЕР»
30. Туристичний кластер «Посулля»
31. Асоціація Візуальної Індустрії України
32. Миколаївська організація працівників МСБ «Єднання»
33. Бізнес-асоціація «МИ-ХЕРСОНЦІ»
34. Громадська організація «Миколаївська громадська рада»
35. Комітет Підприємців України
36. Всеукраїнська Професійна Асоціація Підприємців
37. Клуб підприємців Донбасу
38. Всеукраїнська асоціація грибовиробників
39. Асоціація «Український клуб аграрного бізнесу»
40. Українська Бізнес Асоціація
41. Громадська організація «Агентство з розвитку вексельного ринку»
42. Асоціація учасників валютного ринку
43. Асоціація «Об'єднання фінансових установ»
44. Українська асоціація прямого продажу
45. Черкаська міська профспілкова організація «Солідарність»
46. Громадська організація «Інститут бізнес освіти»
47. Івано-Франківська організація підприємців, роботодавців та орендарів